# 奧科尼鎮區 (伊利諾伊州謝爾比縣)
奧科尼鎮區（英語：Oconee Township）是位於美國伊利諾伊州謝爾比縣的一個行政鎮區。

## 地方資料
根據2010年美國人口普查的數據，奧科尼鎮區的面積為142.90平方千米，當中陸地面積為142.70平方千米，而水域面積為0.20平方千米。當地共有人口760人，而人口密度為每平方千米5.32人。